# Gothic Kabbalah
Gothic Kabbalah trinaesti je studijski i prvi dvostruki album švedskog sastava Therion. Diskografska kuća Nuclear Blast objavila ga je 12. siječnja 2007. u Europi te 6. veljače 2007. u Sjevernoj Americi.
Konceptualni je album o Johannesu Bureusu, švedskom mistiku koji je povezao rune s kabalističkim naukom.

## O albumu
Therion je snimao uradak u trima stokholmskim studijima od srpnja do rujna 2006.
Sastav je isprva napisao pjesme „Der Mitternachtslöwe” i „Adulruna Rediviva” za album Sitra Ahra. Za pjesme „Son of the Staves of Time” i „Adulruna Rediviva” snimljeni su glazbeni spotovi.

## Popis pjesama
Sve je tekstove napisao Thomas Karlsson.
| Prvi disk | Prvi disk                   | Prvi disk                         | Prvi disk | Prvi disk | Prvi disk | Prvi disk | Prvi disk | Prvi disk | Prvi disk |
| Br.       | Skladba                     | Skladatelj                        | Trajanje  |           |           |           |           |           |           |
| --------- | --------------------------- | --------------------------------- | --------- | --------- | --------- | --------- | --------- | --------- | --------- |
| 1.        | »Der Mitternachtslöwe«      | Christofer Johnsson, Mats Levén   | 5:38      |           |           |           |           |           |           |
| 2.        | »Gothic Kabbalah«           | Petter Karlsson                   | 4:33      |           |           |           |           |           |           |
| 3.        | »The Perennial Sophia«      | Johan Niemann, Levén, P. Karlsson | 4:54      |           |           |           |           |           |           |
| 4.        | »Wisdom and the Cage«       | Kristian Niemann, P. Karlsson     | 5:01      |           |           |           |           |           |           |
| 5.        | »Son of the Staves of Time« | Levén                             | 4:47      |           |           |           |           |           |           |
| 6.        | »Tuna 1613«                 | P. Karlsson, Snowy Shaw           | 4:23      |           |           |           |           |           |           |
| 7.        | »Trul«                      | P. Karlsson                       | 5:11      |           |           |           |           |           |           |
| 8.        | »Close Up the Streams«      | Johnsson, Levén                   | 3:55      |           |           |           |           |           |           |
| 38:22     |                             |                                   |           |           |           |           |           |           |           |

| Drugi disk | Drugi disk           | Drugi disk                     | Drugi disk | Drugi disk | Drugi disk | Drugi disk | Drugi disk | Drugi disk | Drugi disk |
| Br.        | Skladba              | Skladatelj                     | Trajanje   |            |            |            |            |            |            |
| ---------- | -------------------- | ------------------------------ | ---------- | ---------- | ---------- | ---------- | ---------- | ---------- | ---------- |
| 1.         | »The Wand of Abaris« | Johnsson, K. Niemann           | 5:51       |            |            |            |            |            |            |
| 2.         | »Three Treasures«    | Johnsson                       | 5:20       |            |            |            |            |            |            |
| 3.         | »Path to Arcady«     | P. Karlsson, K. Niemann        | 3:54       |            |            |            |            |            |            |
| 4.         | »TOF – The Trinity«  | K. Niemann, Levén, P. Karlsson | 6:18       |            |            |            |            |            |            |
| 5.         | »Chain of Minerva«   | J. Niemann, P. Karlsson, Levén | 5:21       |            |            |            |            |            |            |
| 6.         | »The Falling Stone«  | P. Karlsson                    | 4:46       |            |            |            |            |            |            |
| 7.         | »Adulruna Rediviva«  | Johnsson, K. Niemann           | 13:37      |            |            |            |            |            |            |
| 45:07      |                      |                                |            |            |            |            |            |            |            |

## Recenzije
| Recenzije           | Recenzije |
| Izvor               | Ocjena    |
| ------------------- | --------- |
| AllMusic            | [ 8 ]     |
| Chronicles of Chaos | 7,5/10    |
| PopMatters          | 5/10      |
| Sputnikmusic        | 4,5/5     |

Dobio je uglavnom pozitivne kritike. U recenziji za AllMusic Thom Jurek dao mu je četiri i pol zvjezdice od njih pet izjavivši da se na uratku sastav „uspinje stubama bogova i izaziva ih te istodobno osvještava svoju žestinu, slavu i moć” te da se „nitko na sceni ne može mjeriti s Therionovom ambicioznošću i sposobnošću”. Istaknuo je i da je uz heavy metal na albumu zamjetljiv i progresivni rock „koji je lako slušati”. Jednaku mu je ocjenu dao Sputnikmusicov recenzent koji je komentirao kako je Therion „izišao iz zone komfora” i snimio „zaista jedinstven i zanimljiv album”. Usporedio ga je i s prethodnim albumima Lemuria i Sirius B napomenuvši da se katkad činilo da „traju predugo”, ali da Gothic Kabbalah zvuči „kao dva dobra, solidna albuma”.
Jackie Smit dao mu je sedam i pol boda od njih deset u osvrtu za Chronicles of Chaos također ga usporedivši s prethodnim dvama izdanjima istaknuvši da „nije uzvišen i savršen” poput njih, ali da je ipak riječ o „smionu djelu”. Posebno je pohvalio pjesmu „Adulruna Rediviva” i komentirao da dokazuje kako sastav „neće propasti u mračne dubine prosječnosti”. U pozitivnoj recenziji za Exclaim! Laura Taylor opisala ga je kao „svjež, ali i prepoznatljiv” te „iznimno prepoznatljiv, ali posve nepredivljiv” uradak.
U suzdržanijem osvrtu za PopMatters Andrew Blackie dao mu je pet bodova od njih deset napisavši da „razočarava” te da bi „švedska četvorka zaista trebala napredovati i prokrčiti nove puteve umjesto da ide ukorak s imitatorima”.

## Zasluge
| Therion - Christofer Johnsson – gitara, klavijatura, programiranje, tonska obrada - Kristian Niemann – gitara, klavijatura, tonska obrada - Johan Niemann – bas-gitara, gitara, akustična gitara, tonska obrada - Petter Karlsson – bubnjevi, gitara, klavijatura, vokal, udaraljke, tonska obrada Ostalo osoblje - Sanken Sandqvist – tonska obrada (bubnjeva) - Staffan Celmins – pomoć pri tonskoj obradi (bubnjeva) - Tor Ingvarsson – tonska obrada s pomoću ProToolsa - George Marino – mastering - Michaela Johansson – fotografija - Thomas Ewerhard – dizajn - Timo Ketola – ilustracija (simbola i tekstura) | Dodatni glazbenici - Mats Levén – vokal, gitara, snimanje - Snowy Shaw – vokal, fotografija - Katarina Lilja – vokal - Hannah Holgersson – vokal - Jonas Samuelsson-Nerbe – vokal (tenor) - Anna Nyhlin – vokal (sopran) (na pjesmama „Path to Arcady” i „The Falling Stone”) - Karin Fjellander – zborski vokal (sopran) - Ken Hensley – Hammondove orgulje - Joakim Svalberg – Hammondove orgulje - Rolf Pilotti – flauta (na pjesmama „Gothic Kabbalah” i „Trul”) - Stefan Glaumann – tamburin, snimanje (udaraljki) |

## Ljestvice
| Ljestvica           | Najviša pozicija |
| ------------------- | ---------------- |
| Belgija (Flandrija) | 85.              |
| Belgija (Valonija)  | 83.              |
| Francuska           | 58.              |
| Nizozemska          | 55.              |
| Njemačka            | 59.              |
| Švedska             | 26.              |
| Švicarska           | 73.              |